# Meniscomorpha glasta
Meniscomorpha glasta là một loài tò vò trong họ Ichneumonidae.